# クロス (筆記具ブランド)

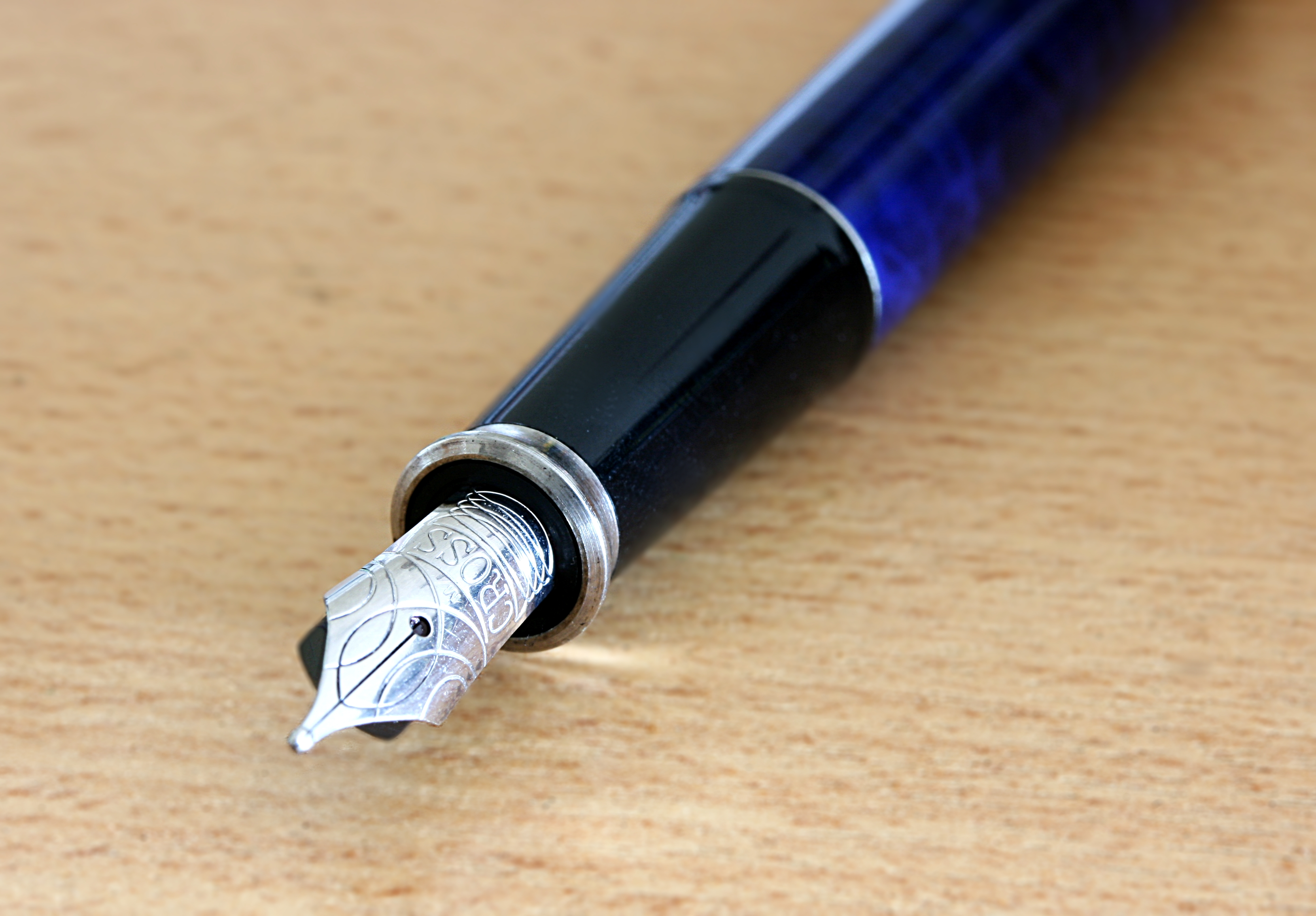
クロス の万年筆

クロス(A. T. Cross)とは、米国で最も長い歴史を持つ筆記具メーカーである。コンセプトは、筆記具を通じて開発力、創造力、情熱、そして技術を世界中にもたらし、常に人々の「ものを書くこと」に対する認識に革新を与えること。創業者のアロンゾ・タウンゼント・クロスはシャープペンシルの先駆けとなった「繰り出し式ペンシル」やボールペンの原型となった"スタイログラフィックペン"を発明、筆記具のデザイン、機能の分野で26以上の特許を取得し、当時の筆記具に革命的な影響を与えた。

## 歴史
- 1846年　英国・バーミンガムでペンシルを製造していたリチャード・クロスの長男、アロンゾ・タウンゼント・クロスにより創業開始。米国ロードアイランド州において、装飾を施した金銀のペンシル用ホルダーを作っていた。
- 1865年　望遠鏡のように伸縮自在な"望遠鏡式ペンシル"や、シャープペンシルの原型となる"繰り出し式ペンシル"も発明し、米国で26、英国で7つの特許を取得した。（スタイログラフィックペンを含む）
- 1876年　ボールペンの先駆けとなる筆記具"スタイログラフィックペン"を開発。インク容器が収納されていて、尖筆にインクを供給する仕組みとなっている。
- 1916年　アロンゾが引退する。そのため、ウォルター・R・ボスに会社を売却。ボス一族が引き継ぐ。
- 1918年　"オルライト"を発表。
- 1935年　"シグニット・ライン"を発表、"センチュリー"の前身となる。
- 1946年　創業100周年を記念して"センチュリー ペンシル"を発表。
- 1953年　"センチュリー ボールペン"を発表。
- 1949年　「機構上永久保証制度」を導入。
- 1993年　"クロス タウンゼント"を発表。
- 1996年　"センチュリーII"を発表。
- 1999年　デビット・G・ウォーレンが社長兼CEOに就任、ブランドマークを変更する。
- 2000年　"ATX"を発表。
- 2004年　"ヴァーブ"を発表。

## 主な製品
万年筆は、ペン先がペリカン社も依頼しているヘラウス社のOEM製品である。

### トラディショナル
古来のデザインを維持し、コニカルトップと呼ばれる円錐形のキャップデザインを施したモデル。

### クロス タウンゼント
- 最上位のシリーズで、軸が太い。カートリッジ、コンバーター両用式。
- 軸に非常に手の込んだ加工がされている割に、価格を低く抑えている。
- オバマ元米国大統領はこのシリーズのローラーボールペンを愛用している。

### クラシックセンチュリー
- クロス創業100周年を記念して誕生した。発表以来60年近くの時を経た今日でも、世界中の人々に愛されつづけているクロスの代表的シリーズ。